# Arvid Wittenberg
Arvid Wittenberg, właśc. Arvid Wirtenberg von Debern (ur. w 1606 w Porvoo, zm. 7 września 1657 lub 23 października w Zamościu) – szwedzki hrabia (1652) i feldmarszałek (1655), uczestnik wojny trzydziestoletniej i potopu szwedzkiego.

## Życiorys
W wojsku od 1622, po I bitwie pod Nördlingen w 1634 awansowany na pułkownika, wzięty do niewoli, został wkrótce uwolniony. Brał udział w bitwach pod Wittstock w 1636 i pod Chemnitz w 1639 i awansowany na generała majora. Pod dowództwem Lennarta Torstensona przesłużył resztę wojny aż do jego rezygnacji w 1645. Naczelny dowódca sił szwedzkich do czasu przybycia Carla Gustafa Wrangla.
W 1655 mianowany feldmarszałkiem przez Karola X Gustawa w ramach przygotowań do ataku na Polskę, znanego jako potop szwedzki, do której wkroczył 21 lipca 1655 na czele 14 000 wojska i 72 dział. 25 lipca po bitwie pod Ujściem przyjął kapitulację Wielkopolski, następnie zdobył m.in. Kraków (19 października). Objął dowodzenie nad obroną zajętej przez Szwedów Warszawy, która skapitulowała 21 czerwca 1656. Wzięty do niewoli, osadzony został w twierdzy Zamość, gdzie zmarł z przyczyn naturalnych (wrzody w przełyku).
Jego ciało sprowadzono do Gdańska w 1664 r., a w 1667 pochowano w katedrze luterańskiej Storkyrkan w Sztokholmie. W 1671 pochowano go w kościele na Riddarholm, a później przewieziono do kościoła w Badelunda.